# Кисельов Сергій Іванович (староста)
Сергі́й Іва́нович Кисельо́в (1877—1937) — український земський та політичний діяч, губернський староста Поділля за влади гетьмана Скоропадського.

## Життєпис
Народився 1877 р. в м. Чорний Острів Проскурівського повіту Подільської губернії в багатодітній сім'ї купця — за національністю — росіянина. Здобув юридичну освіту, працював у судовій системі на Поділлі. В 1912—1917 рр. очолював Проскурівське повітове земство, видавав місцеві газети. Після Лютневої революції в Російській імперії став Проскурівським повітовим комісаром російського Тимчасового уряду. Після приходу до влади Скоропадського був призначений ним губернським старостою (губернатором) Поділля. Сприяв заснуванню українського університету в м.Кам'янець-Подільський. 20 листопада 1918 р. мирно передав владу губернатору від Директорії УНР Степурі і поїхав жити у свій маєток. З встановленням влади більшовицької Росії кілька разів арештовувся та погодився працювати в органах радянської влади. Однак у 1937 р. заарештований та розстріляний у вінницькій в'язниці 2 грудня 1937 р.